# Burma i olympiska sommarspelen 1956
Burma, formellt Myanmar, deltog i de olympiska sommarspelen 1956.